# Manville (Wyoming)
Manville és una població dels Estats Units a l'estat de Wyoming. Segons el cens del 2000 tenia 101 habitants.

## Demografia
Segons el cens del 2000, Manville tenia 101 habitants, 49 habitatges, i 32 famílies. La densitat de població era de 139,3 habitants/km².
Dels 49 habitatges en un 18,4% hi vivien nens de menys de 18 anys, en un 59,2% hi vivien parelles casades, en un 4,1% dones solteres, i en un 32,7% no eren unitats familiars. En el 28,6% dels habitatges hi vivien persones soles el 16,3% de les quals corresponia a persones de 65 anys o més que vivien soles. El nombre mitjà de persones vivint en cada habitatge era de 2,06 i el nombre mitjà de persones que vivien en cada família era de 2,52.
Per edats la població es repartia de la següent manera: un 17,8% tenia menys de 18 anys, un 3% entre 18 i 24, un 16,8% entre 25 i 44, un 27,7% de 45 a 60 i un 34,7% 65 anys o més.
L'edat mediana era de 58 anys. Per cada 100 dones de 18 o més anys hi havia 102,4 homes.
La renda mediana per habitatge era de 15.833 $ i la renda mediana per família de 28.750 $. Els homes tenien una renda mediana de 41.250 $ mentre que les dones 21.250 $. La renda per capita de la població era d'11.386 $. Entorn del 10,5% de les famílies i el 13,6% de la població estaven per davall del llindar de pobresa.

## Poblacions més properes
El següent diagrama mostra les poblacions més properes.